# Glass Animals
Glass Animals es una banda inglesa de indie electrónico originaria de Oxford. Sus miembros son Dave Bayley (vocalista principal, guitarra), Drew MacFarlane (guitarra, teclado, voces), Edmund Irwin-Singer (bajo, teclado, voces), y Joe Seaward (batería). El grupo liberó su álbum debut Zaba en junio de 2014, bajo el sello Wolf Tone, del productor Paul Epworth, mientras que su segundo álbum How to Be a Human Being fue lanzado el 26 de agosto de 2016, siendo aclamado por la crítica. Su tercer álbum, Dreamland fue estrenado en agosto de 2020. La banda ha realizado tours internacionalmente y se ha presentado en festivales como Austin City Limits, Summer Well, Glastonbury, Coachella, Bonnaroo, Lollapalooza, Reading/Leeds, Falls Festival (Australia), Firefly Music Festival, St Jerome Laneway Festival, Southbound y Bestival.
En sus shows en vivo, tocan versiones reelaboradas y bailables de sus canciones. Su canción "Heat Waves" alcanzó el número uno en Australia en febrero de 2021 y fue votada como número uno en Triple J Hottest 100 de 2020. La canción superó los mil millones de reproducciones en Spotify y finalmente alcanzó el número uno en el Billboard Hot 100 de Estados Unidos y número cinco en la lista de sencillos del Reino Unido. En los Brit Awards de 2022, Glass Animals fue nominado a dos Brit Awards (Mejor acto de rock británico y "Heat Waves" como Mejor sencillo británico). Recibieron su primera nominación al Grammy en la categoría de Mejor Artista Nuevo en los Premios Grammy 2022.

## Discografía

### Álbumes de estudio
| Zaba                                                                                         | - Lanzamiento: 6 de junio de 2014 - Sello: Wolf Tone, Caroline Harvest - Formatos: CD, LP, descarga digital | 92 | 12 | —  | 162 | —  | —   | —  | —  | —  | 177 | - EE. UU.: 136,000 |
| How to Be a Human Being                                                                      | - Lanzamiento: 26 de agosto de 2016 - Sello: Wolf Tone, Caroline - Formatos: CD, LP, descarga digital       | 23 | 11 | 68 | 151 | 50 | 120 | 20 | 77 | 87 | 20  |                    |
| Dreamland                                                                                    | - Lanzamiento: 7 de agosto de 2020 - Sello: Wolf Tone, Polydor - Formatos: CD, LP, descarga digital         | 2  | 6  | 32 | 106 | 13 | 8   | 15 | 8  | 51 | 7   |                    |
| "—" Denota álbumes que no aparecieron en el ranking, o que no fueron lanzados en aquel país. | |    |    |    |     |    |     |    |    |    |     |                    |

### EP
| Título        | Lanzamiento |
| ------------- | ----------- |
| Leaflings     | 2012        |
| Glass Animals | 2013        |
| Pools         | 2014        |
| Adulthood     | 2020        |
| Adolescence   | 2020        |

### Sencillos
| "Black Mambo"                                                                              | 2013 | —  | —  | —  | 23 | 42 | Zaba                    |
| "Pools"                                                                                    | 2014 | —  | —  | —  | —  | —  | Zaba                    |
| "Gooey"                                                                                    | 2014 | 40 | —  | 25 | 19 | 26 | Zaba                    |
| "Hazey"                                                                                    | 2014 | —  | —  | —  | —  | —  | Zaba                    |
| "Lose Control" (con Joey Bada$$)                                                           | 2015 | —  | —  | —  | —  | —  |                         |
| "Life Itself"                                                                              | 2016 | —  | 48 | —  | 14 | 21 | How to Be a Human Being |
| "Youth"                                                                                    | 2016 | —  | —  | —  | —  | 29 | How to Be a Human Being |
| "Season 2 Episode 3"                                                                       | 2016 | —  | —  | —  | —  | 42 | How to Be a Human Being |
| "Pork Soda"                                                                                | 2017 | —  | —  | 48 | 33 | —  | How to Be a Human Being |
| "Agnes"                                                                                    | 2017 | —  | —  | —  | —  | —  | How to Be a Human Being |
| "—" Denota una grabación que no apareció en el ranking, o que no fue lanzado en aquel país |      |    |    |    |    |    |                         |